# Tatort: Revanche
Revanche ist ein Fernsehfilm aus der Krimireihe Tatort. Die Folge wurde vom Südwestrundfunk unter der Regie von Johannes Grieser produziert und erstmals am 23. April 2006 im Deutschen Fernsehen ausgestrahlt. Es ist die 629. Folge des Tatorts und 37. Episode mit der Ludwigshafener Ermittlerin Lena Odenthal (Ulrike Folkerts). Für ihren Kollegen Mario Kopper (Andreas Hoppe) ist es der 28. Fall.

## Handlung
Kommissarin Lena Odenthal und Andreas Kopper werden, begleitet von Praktikant Chris Wolf, zu einem Mordfall gerufen. Der Rentner Gerhard Brenner wurde zusammen mit seinem Hund erschossen. Der  pensionierte Bankangestellte lebte seit vier Jahren allein, nachdem seine Frau gestorben war. Zunächst konzentrieren sich die Ermittler auf den Sohn des Opfers. Udo Brenner hatte kein gutes Verhältnis zu seinem Vater und auch den Hund konnte er nicht leiden. Er ist hoch verschuldet und sein Vater hätte ihm zu Lebzeiten kein Geld gegeben. Lieber hatte er seine Ersparnisse in „seinen“ Fußballclub gesteckt, bei dem er lange Jahre als Trainer arbeitete. Als Odenthal und Kopper dort nachfragen, erfahren sie, dass Brenner vor vier Jahren verdächtigt wurde, in einen Überfall auf die Bank verwickelt gewesen zu sein, bei der er arbeitete. Zwei der Räuber konnten damals gefasst und verurteilt werden, aber die Beute blieb verschwunden. Nun wurde gerade Thomas Reuter aus der Haft entlassen und noch am selben Tag Brenner erschossen. Odenthal hält einen Racheakt für möglich, doch Reuter beschwört, nichts mit dem Tod Brenners zu tun zu haben, schließlich wäre er stets wie ein Vater zu ihm gewesen. Gerhard Brenner konnte zwar keine Verstrickung zu dem Überfall nachgewiesen werden, dennoch sind seine ehemaligen Kollegen davon überzeugt, dass er der Informant der Bankräuber gewesen sein muss. Odenthal hält das ebenfalls für sehr wahrscheinlich und sieht darin das Tatmotiv. Daher sieht sie sich mit Kopper noch einmal in der Wohnung des Opfers um und findet einen Schlüssel, der zum Containerhafen führt. Noch ehe sie den Container erreichen, den Brenner vor Jahren gemietet hatte, treffen sie auf Brenners Sohn, der beim Anblick der Kommissare sofort die Flucht ergreift und zunächst entkommt. Nach kurzer Suche können sie ihn stellen, doch er erklärt, dass er das Versteck bereits leer vorgefunden hatte.
Unerwartet bringt Reuters Tochter einen Brief zum Präsidium, den sie gerade zuhause gefunden hat. Darin droht Gerhard Brenner Reuters Frau. Sie solle die Beziehung zu Reuters Stiefbruder Jochen beenden, sonst würde er ihr die Unterstützung streichen, die er ihr jahrelang gezahlt hatte.
Inzwischen gelingt Reuters Komplizen, Olaf Klär, die Flucht aus dem Gefängnis. Er bringt Reuters Tochter in seine Gewalt, da er im Gefängnis von Brenners Tod erfahren hat und nun befürchtete, Reuter steckte dahinter und würde ihn um die Beute bringen. Er informiert Reuter, der kurzerhand zusammen mit seinem Stiefbruder zu Klärs Versteck fährt. Nach kurzem Streit erschießt Jochen Galowski den Ausbrecher kurzerhand und droht nun auch Thomas Reuter umzubringen. Er hatte Brenner erschossen, nachdem seine Firma in finanzielle Schwierigkeiten geraten war und er sich nicht anders zu helfen wusste.

## Rezeption

### Einschaltquote
Bei ihrer Erstausstrahlung in Deutschland am 23. April 2006 sahen 7,63 Millionen Zuschauer die Folge Revanche, was einem Marktanteil von 21,60 Prozent entsprach.

### Kritik
Tilmann P. Gangloff schreibt anerkennend: „Comedy, Action und Melodram, vom Krimi ganz zu schweigen: ganz schön viel, was der Film mit Erfolg unter einen Hut bekommt. Und dann gelingt es Rogall und Grieser auch noch, die Identität des Mörders tatsächlich lange offen zu halten, ohne den Täter am Schluss aus dem Hut ziehen zu müssen.“
Die Kritiker der Fernsehzeitschrift TV Spielfilm geben für diesen Tatort den Daumen nur gerade und meinen: „Der Plot bietet eher Gags und Action als Spannung.“ Er wäre zwar „ganz okay, aber „Tatort“ kann mehr“.